# Mubarazi (vattendrag i Makamba)
Mubarazi är ett vattendrag i Burundi, ett biflöde till Mushara. Det rinner genom provinsen Makamba, i den södra delen av landet, 120 kilometer söder om Burundis största stad Bujumbura. Det översta loppet ingår i gränsen mot Tanzania.